# Karl A. Lamers
Karl A. Lamers (Duisburg, 12 febbraio 1951) è un politico tedesco dell'Unione Cristiano Democratica (CDU), attualmente Vice Presidente della Commissione parlamentare Difesa del Bundestag. È stato presidente dell'Assemblea Parlamentare della NATO dal 2010 al 2012.